# 퀄컴 대 브로드컴 사건
퀄컴 대 브로드컴 사건은 미국 퀄컴사와 브로드컴 사의 오랜 특허침해분쟁에 대한 소송을 말한다. 2008년경 퀄컴의 변호사는 브로드컴과의 특허소송 중에 브로드컴이 디스커버리 과정에서 요구했던 수만개의 이메일을 고의적으로 은폐하고 개시하지 않았다는 이유로, 격분한 법원으로부터 퀄컴의 비디오 관련 특허에 대한 무효선언을 받았고, 약 850만달러의 소송비용 지불 명령을 받았으며, 법원이 보낸 징계처분 요구가 변호사협회에 도달하였다
.
이 소송은 E-Discovery를 제대로 이행하지 않는 것은 어리석은 짓이고 비용이 매우 많이 들어가며, E-Discovery가 소송 결과를 바꿔놓을 수 있고，변호사가 E-Discovery 불이행 시 변호사자격이 취소될 수도 있다는 점을 보여 준다.

## 같이 보기
- 미국의 민사소송법
- 디스커버리 (법)